# Saint-Julien-le-Roux
Saint-Julien-le-Roux è un comune francese di 94 abitanti situato nel dipartimento dell'Ardèche della regione dell'Alvernia-Rodano-Alpi.

## Società

### Evoluzione demografica
Abitanti censiti